# KIAA1530
KIAA1530‏ (UV stimulated scaffold protein A) هوَ بروتين يُشَفر بواسطة جين KIAA1530 في الإنسان.